# Beonex Communicator
Beonex Communicator – pakiet i przeglądarka internetowa dla systemów Windows, GNU/Linux, FreeBSD i OS X, oparta na pakiecie Mozilla Suite, rozpowszechniana na warunkach licencji MPL.
Ostatnia wersja stabilna programu ukazała się w 2003 roku i zawiera poważne luki w zakresie bezpieczeństwa. 
Projekt nie jest już rozwijany.